# Peugeot Type 161 "Quadrilette"
La Type 161, nota anche con il soprannome di Quadrilette, è un'autovettura di fascia bassa prodotta dal 1920 al 1922 dalla casa francese Peugeot.

## Storia e profilo

### Nascita della vettura
La storia della Quadrilette va inquadrata in quello che era lo scenario automobilistico francese al termine della prima guerra mondiale: l'apparato industriale transalpino era in serie difficoltà a causa della necessità impellente di riconvertire la produzione della maggior parte delle industrie fino a quel momento forzatamente dedite alla causa bellica. Quasi tutte queste industrie versavano in gravi condizioni economiche dovute all'inflazione che stava tagliando impietosamente il valore del denaro. Solo poche riuscivano a proseguire e tra queste vi fu ad esempio la Renault, che grazie alla spregiudicatezza del suo patron Louis ed ai suoi agganci in politica riuscì ad attraversare questa fase senza troppi scossoni; anche la Citroën, appena nata, riuscì comunque a passare pressoché indenne grazie alle innovative politiche di abbattimento dei costi ideate dal fondatore André. Ma la Peugeot si trovava in tutt'altre condizioni: la Casa automobilistica era scossa già da tempo da alcune diatribe intestine che coinvolgevano i membri del direttivo Peugeot. Inoltre l'azienda doveva infatti fare i conti con un grosso piano di riorganizzazione industriale, piano che a causa della grave situazione economica di quel periodo risultava di difficile attuazione. D'altro canto vi era la necessità di riprendere con la produzione automobilistica e si ritenne più cauto non investire in lungo e in largo con modelli del tutto nuovi, ma di riproporre almeno in parte qualche prodotto d'anteguerra o basato su progetti e componenstistica già esistente negli anni precedenti alla prima guerra mondiale. Tutto ciò, almeno provvisoriamente, in modo tale da poter contenere i costi di sviluppo durante questo periodo ostico. Fu per esempio il caso dei modelli Type 159 e Type 163, ma anche della economicamente più impegnativa Type 153, risalente al 1913. Ma data la profonda crisi che stava interessando anche le tasche dei cittadini in generale, si ritenne comunque doveroso investire nella progettazione di un nuovo modello di fascia bassa che potesse essere accessibile ai ceti in difficoltà. Tale modello doveva essere assai contenuto come prezzo di listino e ciò implicò anche l'abbattimento dei costi di sviluppo e produzione e perciò anche la rinuncia ad alcune soluzioni tecniche. Lo scopo di questo nuovo modello doveva essere inoltre anche quello di proseguire un filone produttivo già inaugurato in precedenza dalla Lion Peugeot con il lancio della Bebé e cioè quello delle vetture essenziali senza fronzoli, economiche sia all'acquisto che durante la manutenzione, ed in grado di trasportare almeno due passeggeri dal punto A al punto B. In una parola, il nuovo modello avrebbe fatto parte di quella folta schiera di auto "minime" note come cyclecar, che in quegli anni difficili stavano riscuotendo un certo successo.
Sebbene nella seconda metà del 1919 la vettura fosse già pronta, altri grossi intoppi ne stavano ritardando la messa in produzione, primo fra tutti quello relativo alla riorganizzazione dell'impianto produttivo di Beaulieu, scelto come sito destinato all'assemblaggio della nuova vetturetta. La presentazione della vettura, inizialmente fissato per il Salone dell'automobile di Parigi di quell'autunno, slittò a fine anno e solo per la stampa. Nel marzo 1920 la Casa del Leone Rampante cercò di stringere accordi con Louis Renault per poter agevolare la messa in produzione della vettura, ma il grande padrone della Casa di Billancourt non volle saperne: con il suo carattere superbo ed autoritario dichiarò di non volere assolutamente che un'altra Casa gli scaricasse addosso dei modelli che non si potrebbero vendere. Anche altri tentativi di accordi con altre aziende non giunsero a buon fine, per cui l'unica via di uscita fu quella di attendere che lo stabilimento di Beaulieu potesse finalmente un assetto consono all'avvio della produzione.
Intanto, mentre la situazione lentamente si normalizzava, la Peugeot decise di presentare finalmente la sua vetturetta al grande pubblico: fu così che al Salone dell'automobile di Bruxelles, tenutosi nell'ottobre del 1920, fu svelata la Type 161, che ben presto divenne nota con il nome di Quadrilette, alludendo alla sua particolare natura minimalista che la poneva quasi a metà strada tra un'automobile ed una motocicletta.

### Caratteristiche tecniche
La Type 161 era un concentrato di soluzioni volte al contenimento dei costi: per cominciare, le stesse dimensioni della vettura, certamente corta (solo 2.95 metri, due in meno della Fiat 500 simbolo del boom economico di quarant'anni dopo), ma soprattutto stretta, basti pensare che la larghezza non arrivava ad 1.17 metri, mentre le carreggiate erano solamente di 92 cm all'avantreno e addirittura di soli 75 cm al retrotreno. Ciononostante la vetturetta poteva ospitare due persone, ma che in questo caso erano disposte in tandem, cioè una dietro l'altra. Dal punto di vista tecnico, la vera novità era rappresentata dal motore, un piccolo quadricilindrico da 667 cm³, capostipite della famiglia NE. Tale motore erogava una potenza massima di 9,5 CV a 2.000 giri/min, consentendo alla Type 161 di raggiungere una velocità massima di 60 km/h. Tale motore trasmette la sua coppia motrice alle ruote posteriori mediante un cambio a 3 marce, delle quali la terza era in presa diretta. Il telaio era in acciaio imbutito, con longheroni e traverse. Le sospensioni erano ad assale rigido su entrambi gli assi: l'avantreno era provvisto di una sola molla a balestra disposta trasversalmente, mentre il retrotreno era costituito invece da due semibalestre longitudinali, ognuna delle quali fissata ad incastro all'interno di una cavità ricavata nella parte posteriore di ogni longherone. Le estremità esterne delle semibalestre sono inoltre fissate al retrotreno mediante due bielle che fungono da articolazione.  L'impianto frenante è costituito da due freni a tamburo presenti solo sul retrotreno, mentre l'avantreno è sprovvisto di qualsiasi dispositivo frenante. Inoltre, tale telaio dalle carreggiate ridotte ha permesso alla Casa di rinunciare al differenziale, risparmiando così sui costi.

### Evoluzione

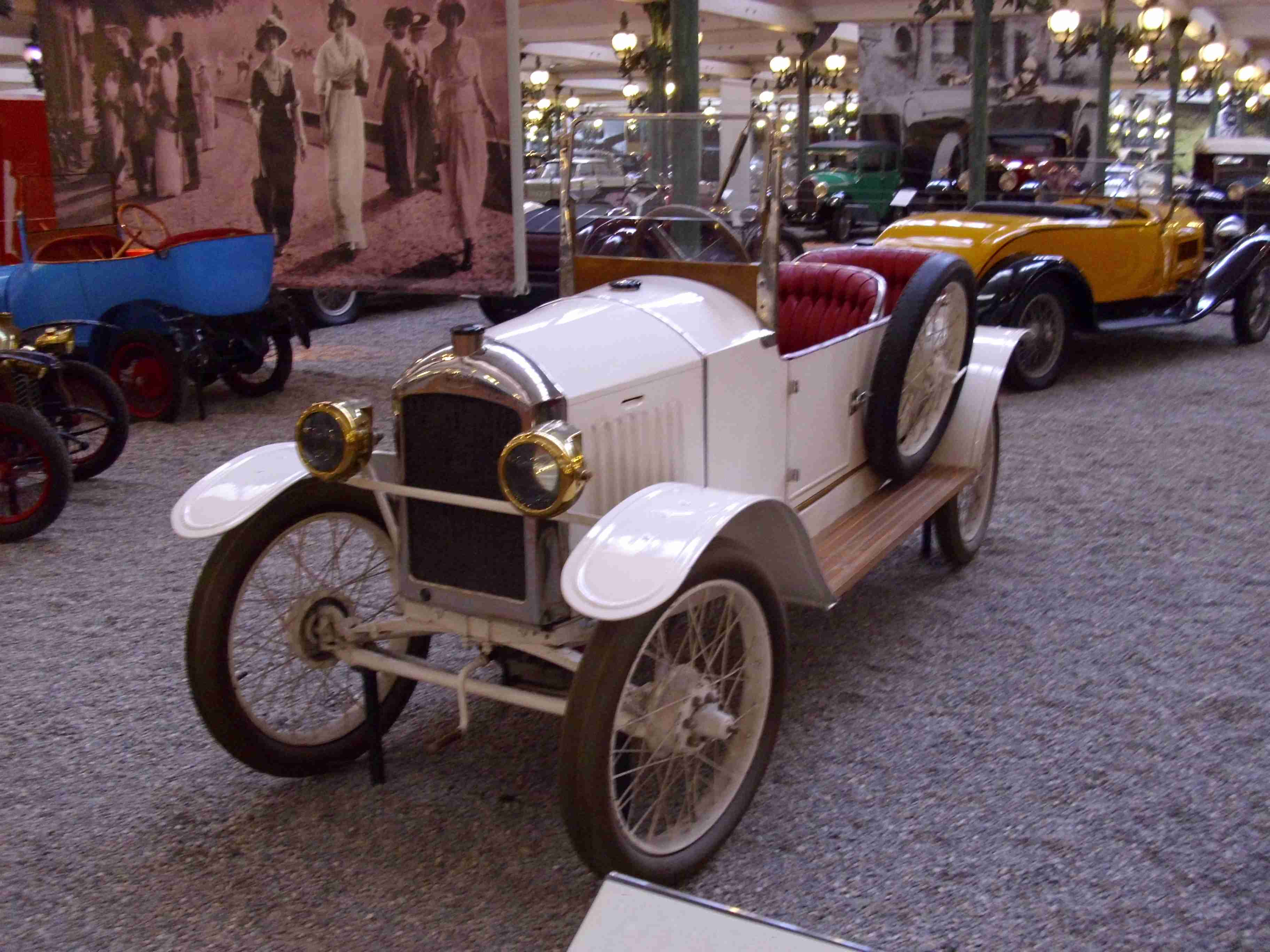
Una delle prime Quadrilette con due posti in tandem

La Type 161 cominciò ad essere commercializzata nella prima metà del 1921 ad un prezzo compreso tra i 9.500 ed i 10.000 franchi. Pur riavviandosi lentamente, il grande impianto industriale della Peugeot, ricevette grossi consensi di pubblico per la vetturetta, tanto da potersi permettere, con i primi mesi di vendite, di apportare ulteriori migliorie al modello in modo da avvicinarlo maggiormente ad una vera autovettura. Verso la fine del 1921, infatti, la prima Quadrilette venne sostituita dalla Type 161 E, tecnicamente identica alla precedente versione, ma con carrozzeria senza predellini in maniera tale da poter allargare le fiancate senza utilizzare un nuovo telaio e poter quindi montare due sedili quasi affiancati (in realtà erano sfalsati di 15 cm).
La Quadrilette divenne in breve tempo un successo commerciale: nessun costruttore francese stava proponendo in quel periodo un modello così economicamente abbordabile. Inoltre, alcuni successi in campo sportivo nella categoria delle cyclecar non fece che accrescere la popolarità della vettura, che divenne così alla moda e attirò anche la curiosità di alcuni VIP dell'epoca, come la cantante francese Mistinguett, che ne fece la sua prima auto. La maggior parte della clientela attirata dalla Quadrilette era costituita da giovani in cerca della loro prima autovettura, ma non di rado vennero acquistati esemplari anche da persone economicamente più stabili che desideravano una seconda auto.
La produzione della Type 161 E proseguì per tutto il 1922: il 31 dicembre l'ultimo esemplare uscì dalle catene di montaggio: questo modello verrà sostituito nei primi giorni del nuovo anno dalla Type 172, le cui prime versioni avrebbero ancora mantenuto la denominazione di Quadrilette.

### Jules Peugeot e il dilemma del ponticello
Si è già parlato della particolare struttura telaistica della Type 161, caratterizzata da carreggiate molto strette. Ciò ha permesso ovviamente di contenere i costi di produzione e di proporre la vettura ad un prezzo concorrenziale. Tuttavia esiste anche una storia sull'origine di tale telaio, secondo cui, Jules Peugeot, già alla guida della Les Fils de Peugeot Frères (che commercializzò le sue vetturette con il marchio Lion Peugeot) e in quegli anni tornato come dirigente presso la Casa madre, acquistò un esemplare delle prime Quadrilette dichiarando di aver voluto lui stesso una vettura con quelle caratteristiche, in maniera tale da poter attraversare lo stretto ponticello che doveva percorrere ogni giorno per potersi recare al lavoro.